# Andrena monoensis
Andrena monoensis är en biart som beskrevs av Laberge 1980. Andrena monoensis ingår i släktet sandbin, och familjen grävbin. Inga underarter finns listade i Catalogue of Life.